# Nototanoides trifurcatus
Nototanoides trifurcatus is een naaldkreeftjessoort uit de familie van de Nototanaidae. De wetenschappelijke naam van de soort is voor het eerst geldig gepubliceerd in 1985 door Sieg & Heard.